# Habropetalum
Habropetalum é um género botânico pertencente à família Dioncophyllaceae.
1. ↑  «Habropetalum — World Flora Online». www.worldfloraonline.org. Consultado em 19 de agosto de 2020